# Francisco de Miranda (Guárico)
Francisco de Miranda is een gemeente in de Venezolaanse staat Guárico. De gemeente telt 160.000 inwoners. De hoofdplaats is Calabozo.